# 光收容
光收容（日语：／ Hikari Shūyō，11月16日—），是日本的音乐家。名字来自于自家的网络环境是光收容（配合光纤的电话线模拟输入）。爱好有上网，弹吉他，欣赏音乐和玩游戏。
于电视动画Angel Beats!中登场乐队「Girls Dead Monster」中之歌曲上担任编曲，也参与其中的吉他演奏，同时通过同人社团「光收容的仓库」自己发行音乐作品。其中使用镜音铃创作的《孤独的尽头》（孤独の果て）曾登上《VOCALOID排行周刊》（週刊VOCALOIDランキング）第九十八回第一位。

## 商业方面
主要从事动漫与游戏方面音乐的编曲工作，并且常作为吉他手加入演奏。在与游戏厂商Key关联的事务中参与较多，而且也使用镜音铃创作歌曲并在KarenT通过网络发行商业单曲。
- 彩菜「Last regrets/」（2006年12月28日、电视动画《Kanon》最終回OP/ED主題曲）收錄曲目「 -2006 memorial mix-」中演奏吉他；
- 「planetarian Original SoundTrack」（2006年12月28日、电脑游戏OST）的一首歌中演奏吉他；
- 电脑游戏《Little Busters!》（2007年7月27日）的几首背景曲中演奏吉他；
- 现场《KSL Live World 2008 - way to the LittleBusters! EX》（2008年5月11日）中担任乐队指挥和吉他手；
- 从C73开始，为音乐团体少女病的多张专辑演奏吉他；
  - 少女病单曲「Refulgence」（电视动画《刀語》第二回ED主題歌）中演奏吉他；
- （2010年3月17日）中担任收录曲的作词和作曲者；
- 电视动画《Angel Beats!》（2010年4月2日–）登场乐队「Girls Dead Monster」中担任编曲、OP/ED主題歌参与吉他演奏；
  - Girls Dead Monster「Crow Song」（2010年4月23日、劇中歌）担任编曲和吉他手；
  - Girls Dead Monster「Thousand Enemies」（2010年5月12日、劇中歌）担任编曲和吉他手；
  - Lia/多田葵「My Soul, Your Beats!/Brave Song」（2010年5月26日发行、OP/ED主題曲）中演奏吉他；

## 同人创作方面
同人音乐方面，则由同人社团「光收容的仓库」自行发行音乐作品。此外也在NICONICO动画上发表原创歌曲，并且大部分使用镜音铃。
早期PV使用静态图片（为マーシトロン的封面设计），后期通常与绘师NEGI合作完成PV插画和同人专辑封面绘画。
同时，是已经活动终止的翻唱乐队N.E.G.I的吉他手。

## 唱片列表[2]
只列出后期同人音乐。

### 原创曲专辑
使用镜音铃的原创专辑由CRYPTON FUTURE MEDIA旗下的发行平台KarenT网络发行。
（Mercytron，意为慈悲的機械，意指密歇根州医生Jack Kevorkian所发明的协助自杀装置。同人贩售：2008年8月16日 网络发行：2009年6月3日）
1. (instrumental)

（Cynicism，意为讥讽、玩世不恭、犬儒主义。同人贩售：2009年8月15日 网络发行：2010年7月9日）
1. (instrumental)

（Centralia，为宾夕法尼亚州哥伦比亚县的一个鬼镇。同人贩售：2010年8月14日 网络发行：2010年12月15日）
1. (instrumental)

- （2011年4月15日）

（Amberoid，意为人造琥珀。同人贩售：2011年6月12日 网络发行：2011年6月29日）
1. (instrumental)

（刺手的棘。同人贩售：2011年12月31日 网络发行：2012年1月25日。其中第二曲由NEGI作词。）
1. (instrumental)

（月光的另一側。同人販售：2012年8月11日 網路發行：2012年8月29日。其中第三曲由NEGI作詞。）
1. (instrumental)

（每日的足音。同人販售：2013年4月29日 網路發行：2013年5月22日。其中第二、五曲由NEGI作詞。）
1. (instrumental)

（同人販售：2014年4月26日 網路發行：2014年5月21日。）
1. (instrumental)
2. (instrumental)

### 非原创专辑
- （2006年10月9日、东方Project同人）
- （2006年12月31日、东方Project同人）
- （2007年6月10日、AIR同人）
- （2007年12月31日、Little Busters!同人）
- （2008年12月30日、东方Project同人）

### 参与专辑
- HOWRING（2010年5月9日）收录。
- Rinpact!（2011年8月13日）收录。